# جنرال الکتریک سی‌اف۳۴
جنرال الکتریک سی‌اف۳۴ (به انگلیسی: General Electric CF34) یک موتور هواگرد ساختِ کارخانهٔ جی‌ئی اوییشن در کشور ایالات متحده آمریکا است.